# ماگانگا (مالاوی)
ماگانگا (به لاتین: Maganga) یک منطقهٔ مسکونی در مالاوی است که در منطقه مرکزی مالاوی واقع شده‌است.